# Palikur
Palikur (Aukwayene, Awkwayene, Aukuyene, Palicur, Paliku’ene, Palikurá, Pariukur, Parikuru, Parikur) je indijansko pleme iz grupe Arawaka nastanjeno u brazilskoj državi Amapá duž rijeke Urukaua I susjednim pordručjem Francuske Gijane. Na području Francuske Gijane Palikuri žive u blizini gradova Cayenne i Saint George duž rijeke Oiapoque. 
Palikuri se u povijesti spominju još od 1513. Unazad 300 godina poput drugih susjednih plemena oni polagano trguju s Francuzima, što su Portugalci shvatili kao da su njihovi saveznici, počevši ih kao takve proganjati. Danas su Palikuri i ostali prijatelji Francuzima i na području Gijane ima ih oko 400 (1988.), no znatno je veći broj u Brazili (800). Između 1930. i 1940. došle su iz Francuske Gijane crnačke obitelji u selo Palikura a njihovi potomci preuzeli su njihov plemenski identitet. 
Danas su mnogi Palikuri po vjeri protestanti. Plemenski festival "Turé" koji su susjedni im Karipuna očuvali, oni nisu odavno održali. Uzdržavaju se lovom, ribolovom i proizvodnjom maniokinog brašna u komercijalne svrhe za gradove Oiapoque, Cayenne i Saint George.

## Vanjske poveznice
- Palikur
- Palikur  Arhivirana inačica izvorne stranice od 7. rujna 2008. (Wayback Machine)
- Lengua Palikur
- Mitos: Palikur
- Joshua Project: Palikur
- Vocabulário palicur  Arhivirana inačica izvorne stranice od 14. lipnja 2006. (Wayback Machine)